# Oecetis goraknata
Oecetis goraknata är en nattsländeart som beskrevs av Schmid 1995. Oecetis goraknata ingår i släktet Oecetis och familjen långhornssländor. Inga underarter finns listade i Catalogue of Life.